# Campeonato de Verano 2014 (Costa Rica)
El Campeonato de Verano 2014 fue la edición 102.° del torneo de liga de la Primera División del fútbol costarricense, que concluyó la temporada 2013-14.
El Deportivo Saprissa se proclamó campeón tras vencer en la final a Alajuelense y pudo alcanzar el título trigésimo en su historia, rompiendo la racha de cuatro años sin lograr un cetro. Para esta temporada, el Puntarenas descendió a la segunda categoría luego de finalizar de último, de esta manera se despidió del máximo circuito después de diez años.

## Sistema de competición
El torneo de la Primera División está conformado en dos partes:
- Fase de clasificación: Se integra por las 22 jornadas del torneo.
- Fase final: Se integra por los cuatro clubes mejor ubicados.

### Fase de clasificación
En la fase de clasificación se observará el sistema de puntos. La ubicación en la tabla general está sujeta a lo siguiente:
- Por juego ganado se obtendrán tres puntos.
- Por juego empatado se obtendrá un punto.
- Por juego perdido no se otorgan puntos.

En esta fase participan los 12 clubes de la Primera División jugando en cada torneo todos contra todos durante las 22 jornadas respectivas, a visita recíproca.
El orden de los clubes al final de la fase de calificación del torneo corresponderá a la suma de los puntos obtenidos por cada uno de ellos y se presentará en forma descendente. Si al finalizar las 22 jornadas del torneo, dos o más clubes estuviesen empatados en puntos, su posición en la tabla general será determinada atendiendo a los siguientes criterios de desempate:
1. Mayor diferencia positiva general de goles. Este resultado se obtiene mediante la sumatoria de los goles anotados a todos los rivales, en cada campeonato menos los goles recibidos de estos.
2. Mayor cantidad de goles a favor, anotados a todos los rivales dentro de la misma competencia.
3. Mejor puntuación particular que hayan conseguido en las confrontaciones particulares entre ellos mismos.
4. Mayor diferencia positiva particular de goles, la cual se obtiene sumando los goles de los equipos empatados y restándole los goles recibidos.
5. Mayor cantidad de goles a favor que hayan conseguido en las confrontaciones entre ellos mismos.
6. Como última alternativa, la UNAFUT realizaría un sorteo para el desempate.

### Fase final
Los cuatro clubes calificados para esta fase del torneo serán reubicados de acuerdo con el lugar que ocupen en la tabla general al término de la jornada 22, con el puesto del número uno al club mejor clasificado, y así hasta el número cuatro. A los dos primeros lugares se les otorga la ventaja de avanzar a la final si igualan la serie de semifinales al término del tiempo reglamentario. Los partidos a esta fase se desarrollarán a visita, en las siguientes etapas:
- Semifinales
- Final

Los partidos de semifinales se jugarán de la siguiente manera:
En las finales participarán los dos clubes vencedores de las semifinales, donde el equipo que cierra la serie será aquel que haya conseguido la mejor posición en la tabla. El equipo campeón se asegura un puesto en la Liga de Campeones de la Concacaf 2014-15.

## Equipos participantes

### Información de los equipos
| Equipo                    | Entrenador           | Ciudad                  | Estadio                | Capacidad | Fundación       | Kit         | Canal |
| ------------------------- | -------------------- | ----------------------- | ---------------------- | --------- | --------------- | ----------- | ----- |
| Alajuelense               | Óscar Ramírez        | Alajuela                | Morera Soto            | 17 700    | 1919 (94 años)  | Puma        |       |
| Belén                     | Breansse Camacho     | Belén, Heredia          | Polideportivo de Belén | 4 400     | 1979 (34 años)  | Textiles JB |       |
| Carmelita                 | Guilherme Farinha    | Alajuela                | Morera Soto            | 17 700    | 1948 (65 años)  | Sportek     |       |
| Cartaginés                | Javier Delgado       | Cartago                 | "Fello" Meza           | 8 831     | 1906 (107 años) | Patrick     |       |
| Herediano                 | César Eduardo Méndez | Heredia                 | Rosabal Cordero        | 8 068     | 1921 (92 años)  | Umbro       |       |
| Limón                     | Carlos De Toro       | Limón                   | Juan Gobán             | 2 349     | 1961 (52 años)  | Sportek     |       |
| Pérez Zeledón             | Daniel Casas         | Pérez Zeledón, San José | Municipal              | 3 259     | 1991 (22 años)  | Textiles JB |       |
| Puntarenas                | Luis Diego Arnáez    | Puntarenas              | "Lito" Pérez           | 4 500     | 2004 (9 años)   | Joma        |       |
| Santos                    | Franklin Rojas       | Guápiles, Limón         | Ebal Rodríguez         | 3 300     | 1961 (52 años)  | Sportek     |       |
| Saprissa                  | Ronald González      | Tibás, San José         | Ricardo Saprissa       | 20 558    | 1935 (78 años)  | Joma        |       |
| Universidad de Costa Rica | José Giacone         | Montes de Oca, San José | Ecológico              | 1 800     | 1941 (73 años)  | Sportek     |       |
| Uruguay                   | Carlos Watson        | Coronado, San José      | El Labrador            | 2 500     | 1936 (78 años)  | Forza       |       |

### Equipos por provincia
Para la temporada 2013-14, las provincia con más equipos en la Primera División es San José con cuatro.
| Saprissa Herediano Belén Alajuelense Carmelita Uruguay UCR Pérez Zeledón Cartaginés Limón Santos Puntarenas |

| Provincia  | N.º | Equipos                                        |
| ---------- | --- | ---------------------------------------------- |
| San José   | 4   | Pérez Zeledón, Saprissa, Universidad y Uruguay |
| Alajuela   | 2   | Alajuelense y Carmelita                        |
| Heredia    | 2   | Belén y Herediano                              |
| Limón      | 2   | Limón y Santos                                 |
| Cartago    | 1   | Cartaginés                                     |
| Puntarenas | 1   | Puntarenas                                     |

## Estadios
|                                                                                   | |                                                                               |
|                                                                                   | |                                                                               |
| Estadio Ricardo Saprissa Ciudad: Tibás, San José Capacidad: 20 558 Club: Saprissa | Estadio Morera Soto Ciudad: Alajuela Capacidad: 17 700 Clubes: Alajuelense y Carmelita             | Estadio "Fello" Meza Ciudad: Cartago Capacidad: 8 831 Club: Cartaginés        |
|                                                                                   | |                                                                               |
| Estadio Rosabal Cordero Ciudad: Heredia Capacidad: 8 068 Club: Herediano          | Polideportivo de Belén Ciudad: Belén, Heredia Capacidad: 4 400 Club: Belén                         | Estadio "Lito" Pérez Ciudad: Puntarenas Capacidad: 4 105 Club: Puntarenas     |
|                                                                                   | |                                                                               |
| Estadio Ebal Rodríguez Ciudad: Guápiles, Limón Capacidad: 3 300 Club: Santos      | Estadio Municipal Ciudad: Pérez Zeledón, San José Capacidad: 3 259 Club: Pérez Zeledón             | Estadio El Labrador Ciudad: Coronado, San José Capacidad: 2 500 Club: Uruguay |
|                                                                                   | |                                                                               |
| Estadio Juan Gobán Ciudad: Limón Capacidad: 2 349 Club: Limón                     | Estadio Ecológico Ciudad: Montes de Oca, San José Capacidad: 1 800 Club: Universidad de Costa Rica |                                                                               |

## Fase de clasificación

### Tabla de posiciones
| Pos. | Equipo                    | Pts. | PJ | G  | E | P  | GF | GC | Dif. |  |
| ---- | ------------------------- | ---- | -- | -- | - | -- | -- | -- | ---- |  |
| 1    | Deportivo Saprissa        | 46   | 22 | 13 | 7 | 2  | 43 | 18 | +25  |  |
| 2    | L. D. Alajuelense         | 42   | 22 | 12 | 6 | 4  | 40 | 21 | +19  |  |
| 3    | C. S. Herediano           | 41   | 22 | 12 | 5 | 5  | 41 | 23 | +18  |  |
| 4    | Universidad de Costa Rica | 35   | 22 | 11 | 2 | 9  | 31 | 32 | −1   |  |
| 5    | A. D. Carmelita           | 34   | 22 | 10 | 4 | 8  | 30 | 27 | +3   |  |
| 6    | Belén F. C.               | 29   | 22 | 8  | 5 | 9  | 27 | 36 | −9   |  |
| 7    | C. S. Uruguay de Coronado | 28   | 22 | 8  | 4 | 10 | 27 | 31 | −4   |  |
| 8    | Limón F. C.               | 25   | 22 | 6  | 7 | 9  | 26 | 31 | −5   |  |
| 9    | C. S. Cartaginés          | 24   | 22 | 5  | 9 | 8  | 21 | 29 | −8   |  |
| 10   | Pérez Zeledón             | 23   | 22 | 5  | 8 | 9  | 28 | 36 | −8   |  |
| 11   | Santos de Guápiles        | 19   | 22 | 4  | 7 | 11 | 23 | 37 | −14  |  |
| 12   | Puntarenas F. C.          | 17   | 22 | 3  | 8 | 11 | 24 | 40 | −16  |  |

 Fuente: UNAFUT
Criterios de clasificación: Puntos · Diferencia de goles · Goles a favor
|  | Clasifica a semifinales con ventaja deportiva. |
|  | Clasifica a semifinales sin ventaja deportiva. |
|  | Último lugar.                                  |

### Tabla acumulada de la temporada
| Pos. | Equipo                    | Pts. | PJ | G  | E  | P  | GF | GC | Dif. |  |
| ---- | ------------------------- | ---- | -- | -- | -- | -- | -- | -- | ---- |  |
| 1    | C. S. Herediano           | 90   | 44 | 27 | 9  | 8  | 90 | 46 | +44  |  |
| 2    | L. D. Alajuelense         | 89   | 44 | 27 | 8  | 9  | 78 | 39 | +39  |  |
| 3    | Deportivo Saprissa        | 88   | 44 | 25 | 13 | 6  | 81 | 43 | +38  |  |
| 4    | Universidad de Costa Rica | 62   | 44 | 17 | 11 | 16 | 56 | 58 | −2   |  |
| 5    | A. D. Carmelita           | 57   | 44 | 15 | 12 | 17 | 59 | 60 | −1   |  |
| 6    | C. S. Cartaginés          | 56   | 44 | 12 | 20 | 12 | 45 | 52 | −7   |  |
| 7    | C. S. Uruguay de Coronado | 49   | 44 | 12 | 13 | 19 | 50 | 61 | −11  |  |
| 8    | Santos de Guápiles        | 46   | 44 | 11 | 13 | 20 | 55 | 69 | −14  |  |
| 9    | Pérez Zeledón             | 46   | 44 | 11 | 13 | 20 | 60 | 79 | −19  |  |
| 10   | Belén F. C.               | 46   | 44 | 11 | 13 | 20 | 50 | 72 | −22  |  |
| 11   | Limón F. C.               | 45   | 44 | 11 | 12 | 21 | 49 | 70 | −21  |  |
| 12   | Puntarenas F. C.          | 42   | 44 | 9  | 15 | 20 | 45 | 69 | −24  |  |

 Fuente: UNAFUT
Criterios de clasificación: Puntos · Diferencia de goles · Goles a favor
|  | Clasifica a la Liga de Campeones de la Concacaf 2014-15. |
|  | Desciende a la Segunda División.                         |

### Resumen de resultados
| Local / Visita            | ADC   | [[Club Deportivo Belén siglo XXI\|BEL]] | CSC   | CSH   | CSU   | SAP   | LDA   | LIM   | MPZ   | PFC   | SAN   | UCR   |
| ------------------------- | ----- | --------------------------------------- | ----- | ----- | ----- | ----- | ----- | ----- | ----- | ----- | ----- | ----- |
| A. D. Carmelita           |       | 0 - 2                                   | 1 - 1 | 2 - 0 | 2 - 1 | 2 - 2 | 1 - 2 | 4 - 2 | 3 - 1 | 2 - 0 | 1 - 0 | 2 - 1 |
| Belén F. C.               | 2 - 1 |                                         | 2 - 2 | 1 - 4 | 2 - 2 | 1 - 2 | 1 - 3 | 3 - 2 | 1 - 1 | 2 - 0 | 1 - 1 | 1 - 2 |
| C. S. Cartaginés          | 2 - 1 | 1 - 2                                   |       | 0 - 0 | 2 - 0 | 1 - 0 | 0 - 0 | 1 - 1 | 2 - 2 | 0 - 1 | 2 - 0 | 0 - 1 |
| C. S. Herediano           | 3 - 1 | 0 - 1                                   | 3 - 0 |       | 2 - 1 | 2 - 2 | 1 - 0 | 2 - 0 | 0 - 0 | 3 - 1 | 4 - 2 | 5 - 0 |
| C. S. Uruguay de Coronado | 1 - 0 | 3 - 0                                   | 2 - 0 | 1 - 3 |       | 2 - 4 | 1 - 0 | 2 - 1 | 1 - 0 | 3 - 0 | 1 - 1 | 1 - 2 |
| Deportivo Saprissa        | 1 - 0 | 4 - 0                                   | 3 - 0 | 1 - 1 | 2 - 0 |       | 3 - 1 | 1 - 1 | 1 - 2 | 2 - 1 | 4 - 0 | 1 - 0 |
| L. D. Alajuelense         | 1 - 0 | 1 - 0                                   | 1 - 1 | 5 - 2 | 3 - 1 | 0 - 0 |       | 3 - 0 | 1 - 1 | 3 - 0 | 3 - 1 | 5 - 2 |
| Limón F. C.               | 3 - 2 | 3 - 0                                   | 1 - 3 | 0 - 2 | 3 - 0 | 1 - 1 | 4 - 2 |       | 1 - 0 | 0 - 0 | 0 - 0 | 1 - 1 |
| Pérez Zeledón             | 1 - 2 | 2 - 2                                   | 2 - 2 | 1 - 3 | 1 - 1 | 0 - 1 | 2 - 2 | 2 - 0 |       | 4 - 2 | 3 - 1 | 2 - 1 |
| Puntarenas F. C.          | 1 - 1 | 0 - 2                                   | 2 - 0 | 1 - 1 | 0 - 2 | 1 - 1 | 1 - 1 | 1 - 1 | 4 - 0 |       | 2 - 2 | 2 - 3 |
| Santos de Guápiles        | 0 - 0 | 0 - 1                                   | 3 - 0 | 1 - 0 | 1 - 1 | 2 - 4 | 0 - 2 | 1 - 0 | 3 - 0 | 3 - 3 |       | 0 - 3 |
| Universidad de Costa Rica | 0 - 2 | 2 - 0                                   | 1 - 1 | 2 - 0 | 2 - 1 | 0 - 3 | 0 - 1 | 0 - 1 | 2 - 1 | 4 - 1 | 2 - 1 |       |

|  | Victoria del equipo local     |
|  | Empate                        |
|  | Victoria del equipo visitante |

### Evolución de la clasificación
| Equipo                   | 1  | 2  | 3  | 4  | 5  | 6  | 7  | 8  | 9  | 10 | 11 | 12 | 13 | 14 | 15 | 16 | 17 | 18 | 19 | 20 | 21 | 22 |
| ------------------------ | -- | -- | -- | -- | -- | -- | -- | -- | -- | -- | -- | -- | -- | -- | -- | -- | -- | -- | -- | -- | -- | -- |
| Saprissa                 | 10 | 6  | 5  | 6  | 4  | 3  | 3  | 3  | 3  | 3  | 2  | 2  | 1  | 1  | 2  | 1  | 2  | 1  | 1  | 2  | 1  | 1  |
| Alajuelense              | 4  | 2  | 3  | 3  | 3  | 2  | 1  | 2  | 2  | 2  | 3  | 3  | 3  | 3  | 3  | 3  | 3  | 3  | 3  | 3  | 2  | 2  |
| Herediano                | 1  | 1  | 1  | 2  | 1  | 1  | 2  | 1  | 1  | 1  | 1  | 1  | 2  | 2  | 1  | 2  | 1  | 2  | 2  | 1  | 3  | 3  |
| Universidad de Cosa Rica | 6  | 8  | 6  | 4  | 5  | 7  | 7  | 5  | 7  | 7  | 4  | 4  | 4  | 6  | 4  | 5  | 4  | 4  | 4  | 4  | 4  | 4  |
| Carmelita                | 9  | 11 | 10 | 8  | 7  | 9  | 10 | 7  | 8  | 8  | 5  | 6  | 7  | 7  | 6  | 4  | 7  | 7  | 7  | 6  | 5  | 5  |
| Belén                    | 2  | 3  | 7  | 9  | 8  | 5  | 8  | 9  | 9  | 10 | 11 | 10 | 10 | 10 | 11 | 11 | 9  | 5  | 5  | 5  | 6  | 6  |
| Uruguay de Coronado      | 11 | 9  | 8  | 10 | 12 | 11 | 11 | 11 | 11 | 9  | 8  | 8  | 8  | 9  | 8  | 8  | 6  | 6  | 6  | 8  | 8  | 7  |
| Limón                    | 8  | 10 | 12 | 11 | 9  | 6  | 5  | 4  | 4  | 6  | 6  | 7  | 6  | 5  | 5  | 6  | 7  | 8  | 8  | 7  | 7  | 8  |
| Pérez Zeledón            | 3  | 4  | 4  | 7  | 10 | 10 | 12 | 12 | 12 | 12 | 12 | 12 | 12 | 12 | 12 | 12 | 12 | 12 | 10 | 9  | 9  | 9  |
| Cartaginés               | 5  | 5  | 2  | 1  | 2  | 4  | 4  | 6  | 6  | 5  | 9  | 9  | 9  | 8  | 9  | 9  | 11 | 10 | 11 | 10 | 10 | 10 |
| Santos                   | 7  | 7  | 9  | 5  | 6  | 8  | 6  | 8  | 5  | 4  | 7  | 5  | 5  | 4  | 7  | 7  | 8  | 9  | 9  | 11 | 11 | 11 |
| Puntarenas               | 12 | 12 | 11 | 12 | 11 | 12 | 9  | 10 | 10 | 11 | 10 | 11 | 11 | 11 | 10 | 10 | 10 | 11 | 12 | 12 | 12 | 12 |

### Jornadas
| C. S. Uruguay de Coronado | 1 - 3 | C. S. Herediano    | El Labrador      | 11 de enero | Repretel   |
| Deportivo Saprissa        | 1 - 2 | Pérez Zeledón      | Ricardo Saprissa | 12 de enero | Teletica   |
| Universidad de Costa Rica | 1 - 1 | C. S. Cartaginés   | Ecológico        | 12 de enero | Repretel   |
| Limón F. C.               | 0 - 0 | Santos de Guápiles | Juan Gobán       | 12 de enero | Repretel   |
| A. D. Carmelita           | 1 - 2 | L. D. Alajuelense  | Morera Soto      | 12 de enero | ExtraTV 42 |
| Belén F. C.               | 2 - 0 | Puntarenas F. C.   | Rosabal Cordero  | 12 de enero | Repretel   |

| C. S. Herediano    | 3 - 1 | Puntarenas F. C.          | Rosabal Cordero  | 14 de enero | Repretel   |
| Pérez Zeledón      | 2 - 2 | Belén F. C.               | Municipal        | 15 de enero | Teletica   |
| Deportivo Saprissa | 1 - 0 | Universidad de Costa Rica | Ricardo Saprissa | 15 de enero | Teletica   |
| C. S. Cartaginés   | 2 - 1 | A. D. Carmelita           | "Fello" Meza     | 15 de enero | Teletica   |
| L. D. Alajuelense  | 3 - 0 | Limón F. C.               | Morera Soto      | 15 de enero | Repretel   |
| Santos de Guápiles | 1 - 1 | C. S. Uruguay de Coronado | Ebal Rodríguez   | 16 de enero | ExtraTV 42 |

| Belén F. C.               | 1 - 4 | C. S. Herediano    | Polideportivo de Belén | 18 de enero | Repretel   |
| A. D. Carmelita           | 2 - 2 | Deportivo Saprissa | Morera Soto            | 18 de enero | ExtraTV 42 |
| Puntarenas F. C.          | 2 - 2 | Santos de Guápiles | "Lito" Pérez           | 19 de enero | Teletica   |
| Universidad de Costa Rica | 2 - 1 | Pérez Zeledón      | Ecológico              | 19 de enero | Repretel   |
| Limón F. C.               | 1 - 3 | C. S. Cartaginés   | Juan Gobán             | 19 de enero | Repretel   |
| C. S. Uruguay de Coronado | 1 - 0 | L. D. Alajuelense  | El Labrador            | 19 de enero | Repretel   |

| Santos de Guápiles        | 1 - 0 | C. S. Herediano           | Ebal Rodríguez   | 25 de enero | ExtraTV 42 |
| Deportivo Saprissa        | 1 - 1 | Limón F. C.               | Ricardo Saprissa | 26 de enero | Teletica   |
| Universidad de Costa Rica | 2 - 0 | Belén F. C.               | Ecológico        | 26 de enero | Repretel   |
| Pérez Zeledón             | 1 - 2 | A. D. Carmelita           | Municipal        | 26 de enero | Teletica   |
| L. D. Alajuelense         | 3 - 0 | Puntarenas F. C.          | Morera Soto      | 26 de enero | Repretel   |
| C. S. Cartaginés          | 2 - 0 | C. S. Uruguay de Coronado | "Fello" Meza     | 26 de enero | Teletica   |

| Belén F. C.               | 1 - 1 | Santos de Guápiles        | Polideportivo de Belén | 28 de enero | Repretel   |
| Limón F. C.               | 1 - 0 | Pérez Zeledón             | Juan Gobán             | 28 de enero | Repretel   |
| A. D. Carmelita           | 2 - 1 | Universidad de Costa Rica | Morera Soto            | 29 de enero | ExtraTV 42 |
| C. S. Herediano           | 1 - 0 | L. D. Alajuelense         | Rosabal Cordero        | 29 de enero | Repretel   |
| Puntarenas F. C.          | 2 - 0 | C. S. Cartaginés          | "Lito" Pérez           | 29 de enero | Teletica   |
| C. S. Uruguay de Coronado | 2 - 4 | Deportivo Saprissa        | El Labrador            | 30 de enero | Repretel   |

| A. D. Carmelita           | 0 - 2 | Belén F. C.               | Morera Soto      | 8 de febrero | ExtraTV 42 |
| L. D. Alajuelense         | 3 - 1 | Santos de Guápiles        | Morera Soto      | 8 de febrero | Repretel   |
| Deportivo Saprissa        | 2 - 1 | Puntarenas F. C.          | Ricardo Saprissa | 9 de febrero | Teletica   |
| Universidad de Costa Rica | 0 - 1 | Limón F. C.               | Ecológico        | 9 de febrero | Repretel   |
| Pérez Zeledón             | 1 - 1 | C. S. Uruguay de Coronado | Municipal        | 9 de febrero | Teletica   |
| C. S. Cartaginés          | 0 - 0 | C. S. Herediano           | "Fello" Meza     | 9 de febrero | Teletica   |

| Limón F. C.               | 3 - 2 | A. D. Carmelita           | Juan Gobán             | 11 de febrero | Repretel   |
| Santos de Guápiles        | 3 - 0 | C. S. Cartaginés          | Ebal Rodríguez         | 12 de febrero | ExtraTV 42 |
| C. S. Herediano           | 2 - 2 | Deportivo Saprissa        | Rosabal Cordero        | 12 de febrero | Repretel   |
| Puntarenas F. C.          | 4 - 0 | Pérez Zeledón             | "Lito" Pérez           | 12 de febrero | Teletica   |
| C. S. Uruguay de Coronado | 1 - 2 | Universidad de Costa Rica | El Labrador            | 13 de febrero | Repretel   |
| Belén F. C.               | 1 - 3 | L. D. Alajuelense         | Polideportivo de Belén | 13 de febrero | Repretel   |

| Deportivo Saprissa        | 4 - 0 | Santos de Guápiles        | Nacional    | 16 de febrero | Teletica   |
| Universidad de Costa Rica | 4 - 1 | Puntarenas F. C.          | Ecológico   | 16 de febrero | Repretel   |
| A. D. Carmelita           | 2 - 1 | C. S. Uruguay de Coronado | Morera Soto | 16 de febrero | ExtraTV 42 |
| Pérez Zeledón             | 1 - 3 | C. S. Herediano           | Municipal   | 16 de febrero | Teletica   |
| C. S. Cartaginés          | 0 - 0 | L. D. Alajuelense         | Nacional    | 16 de febrero | Teletica   |
| Limón F. C.               | 3 - 0 | Belén F. C.               | Juan Gobán  | 16 de febrero | Repretel   |

| Santos de Guápiles        | 3 - 0 | Pérez Zeledón             | Ebal Rodríguez         | 22 de febrero | ExtraTV 42 |
| C. S. Herediano           | 5 - 0 | Universidad de Costa Rica | Rosabal Cordero        | 22 de febrero | Repretel   |
| Puntarenas F. C.          | 1 - 1 | A. D. Carmelita           | "Lito" Pérez           | 23 de febrero | Teletica   |
| C. S. Uruguay de Coronado | 2 - 1 | Limón F. C.               | El Labrador            | 23 de febrero | Repretel   |
| Belén F. C.               | 2 - 2 | C. S. Cartaginés          | Polideportivo de Belén | 23 de febrero | Repretel   |
| L. D. Alajuelense         | 0 - 0 | Deportivo Saprissa        | Nacional               | 23 de febrero | Repretel   |

| Belén F. C.        | 1 - 2 | Deportivo Saprissa        | Rosabal Cordero   | 25 de febrero | Repretel   |
| C. S. Cartaginés   | 2 - 2 | Pérez Zeledón             | "Coyella" Fonseca | 26 de febrero | Teletica   |
| L. D. Alajuelense  | 5 - 2 | Universidad de Costa Rica | Nacional          | 26 de febrero | Repretel   |
| Puntarenas F. C.   | 0 - 2 | C. S. Uruguay de Coronado | "Lito" Pérez      | 26 de febrero | Teletica   |
| Santos de Guápiles | 0 - 0 | A. D. Carmelita           | Ebal Rodríguez    | 27 de febrero | ExtraTV 42 |
| C. S. Herediano    | 2 - 0 | Limón F. C.               | Rosabal Cordero   | 27 de febrero | Repretel   |

| Limón F. C.               | 0 - 0 | Puntarenas F. C.   | Juan Gobán       | 1 de marzo | Repretel   |
| Deportivo Saprissa        | 3 - 0 | C. S. Cartaginés   | Ricardo Saprissa | 2 de marzo | Teletica   |
| Universidad de Costa Rica | 2 - 1 | Santos de Guápiles | Ecológico        | 2 de marzo | Repretel   |
| Pérez Zeledón             | 2 - 2 | L. D. Alajuelense  | Municipal        | 2 de marzo | Teletica   |
| A. D. Carmelita           | 2 - 0 | C. S. Herediano    | Morera Soto      | 2 de marzo | ExtraTV 42 |
| C. S. Uruguay de Coronado | 3 - 0 | Belén F. C.        | El Labrador      | 2 de marzo | Repretel   |

| Santos de Guápiles | 1 - 0 | Limón F. C.               | Ebal Rodríguez  | 8 de marzo  | ExtraTV 42 |
| Pérez Zeledón      | 0 - 1 | Deportivo Saprissa        | Municipal       | 9 de marzo  | Teletica   |
| Puntarenas F. C.   | 0 - 2 | Belén F. C.               | "Lito" Pérez    | 9 de marzo  | Teletica   |
| C. S. Cartaginés   | 0 - 1 | Universidad de Costa Rica | "Fello" Meza    | 9 de marzo  | Teletica   |
| C. S. Herediano    | 2 - 1 | C. S. Uruguay de Coronado | Rosabal Cordero | 9 de marzo  | Repretel   |
| L. D. Alajuelense  | 1 - 0 | A. D. Carmelita           | Morera Soto     | 15 de abril | Repretel   |

| Universidad de Costa Rica | 0 - 3 | Deportivo Saprissa | Ernesto Rohrmoser      | 11 de marzo | Repretel   |
| C. S. Uruguay de Coronado | 1 - 1 | Santos de Guápiles | El Labrador            | 11 de marzo | Repretel   |
| A. D. Carmelita           | 1 - 1 | C. S. Cartaginés   | Morera Soto            | 12 de marzo | ExtraTV 42 |
| Limón F. C.               | 4 - 2 | L. D. Alajuelense  | Juan Gobán             | 12 de marzo | Repretel   |
| Puntarenas F. C.          | 1 - 1 | C. S. Herediano    | "Lito" Pérez           | 12 de marzo | Teletica   |
| Belén F. C.               | 1 - 1 | Pérez Zeledón      | Polideportivo de Belén | 1 de abril  | Repretel   |

| Santos de Guápiles | 3 - 3 | Puntarenas F. C.          | Ebal Rodríguez   | 15 de marzo | ExtraTV 42 |
| Pérez Zeledón      | 2 - 1 | Universidad de Costa Rica | Municipal        | 16 de marzo | Teletica   |
| C. S. Cartaginés   | 1 - 1 | Limón F. C.               | "Fello" Meza     | 16 de marzo | Teletica   |
| C. S. Herediano    | 0 - 1 | Belén F. C.               | Rosabal Cordero  | 3 de abril  | Repretel   |
| L. D. Alajuelense  | 3 - 1 | C. S. Uruguay de Coronado | Morera Soto      | 4 de abril  | Repretel   |
| Deportivo Saprissa | 1 - 0 | A. D. Carmelita           | Ricardo Saprissa | 4 de abril  | Teletica   |

| A. D. Carmelita           | 3 - 1 | Pérez Zeledón             | Morera Soto            | 22 de marzo | ExtraTV 42 |
| Limón F. C.               | 1 - 1 | Deportivo Saprissa        | Juan Gobán             | 22 de marzo | Repretel   |
| Puntarenas F. C.          | 1 - 1 | L. D. Alajuelense         | "Lito" Pérez           | 23 de marzo | Teletica   |
| C. S. Uruguay de Coronado | 2 - 0 | C. S. Cartaginés          | El Labrador            | 23 de marzo | Repretel   |
| Belén F. C.               | 1 - 2 | Universidad de Costa Rica | Polideportivo de Belén | 23 de marzo | Repretel   |
| C. S. Herediano           | 4 - 2 | Santos de Guápiles        | Rosabal Cordero        | 23 de marzo | Repretel   |

| Universidad de Costa Rica | 0 - 2 | A. D. Carmelita           | Ecológico        | 25 de marzo | Repretel   |
| Santos de Guápiles        | 0 - 1 | Belén F. C.               | Ebal Rodríguez   | 26 de marzo | ExtraTV 42 |
| C. S. Cartaginés          | 0 - 1 | Puntarenas F. C.          | "Fello" Meza     | 26 de marzo | Teletica   |
| Deportivo Saprissa        | 2 - 0 | C. S. Uruguay de Coronado | Ricardo Saprissa | 26 de marzo | Teletica   |
| Pérez Zeledón             | 2 - 0 | Limón F. C.               | Municipal        | 26 de marzo | Teletica   |
| L. D. Alajuelense         | 5 - 2 | C. S. Herediano           | Morera Soto      | 26 de marzo | Repretel   |

| Belén F. C.               | 2 - 1 | A. D. Carmelita           | Polideportivo de Belén | 29 de marzo | Repretel   |
| Santos de Guápiles        | 0 - 2 | L. D. Alajuelense         | Ebal Rodríguez         | 29 de marzo | ExtraTV 42 |
| Puntarenas F. C.          | 1 - 1 | Deportivo Saprissa        | "Lito" Pérez           | 30 de marzo | Teletica   |
| C. S. Uruguay de Coronado | 1 - 0 | Pérez Zeledón             | El Labrador            | 30 de marzo | Repretel   |
| Limón F. C.               | 1 - 1 | Universidad de Costa Rica | Juan Gobán             | 30 de marzo | Repretel   |
| C. S. Herediano           | 3 - 0 | C. S. Cartaginés          | Rosabal Cordero        | 30 de marzo | Repretel   |

| C. S. Uruguay de Coronado | 1 - 0 | A. D. Carmelita           | El Labrador            | 8 de abril  | Repretel   |
| Puntarenas F. C.          | 2 - 3 | Universidad de Costa Rica | "Lito" Pérez           | 9 de abril  | Teletica   |
| Santos de Guápiles        | 2 - 4 | Deportivo Saprissa        | Ebal Rodríguez         | 9 de abril  | ExtraTV 42 |
| Belén F. C.               | 3 - 2 | Limón F. C.               | Polideportivo de Belén | 10 de abril | Repretel   |
| C. S. Herediano           | 0 - 0 | Pérez Zeledón             | Rosabal Cordero        | 10 de abril | Repretel   |
| L. D. Alajuelense         | 1 - 1 | C. S. Cartaginés          | Morera Soto            | 10 de abril | Repretel   |

| A. D. Carmelita           | 2 - 0 | Puntarenas F. C.          | Morera Soto      | 12 de abril | ExtraTV 42 |
| Deportivo Saprissa        | 3 - 1 | L. D. Alajuelense         | Ricardo Saprissa | 12 de abril | Teletica   |
| C. S. Cartaginés          | 1 - 2 | Belén F. C.               | "Fello" Meza     | 13 de abril | Teletica   |
| Pérez Zeledón             | 3 - 1 | Santos de Guápiles        | Municipal        | 13 de abril | Teletica   |
| Universidad de Costa Rica | 2 - 0 | C. S. Herediano           | Ecológico        | 13 de abril | Repretel   |
| Limón F. C.               | 3 - 0 | C. S. Uruguay de Coronado | Juan Gobán       | 13 de abril | Repretel   |

| Universidad de Costa Rica | 2 - 1 | C. S. Uruguay de Coronado | Ecológico        | 16 de abril | Repretel   |
| C. S. Cartaginés          | 2 - 0 | Santos de Guápiles        | "Fello" Meza     | 16 de abril | Teletica   |
| Deportivo Saprissa        | 1 - 1 | C. S. Herediano           | Ricardo Saprissa | 16 de abril | Teletica   |
| Pérez Zeledón             | 4 - 2 | Puntarenas F. C.          | Municipal        | 16 de abril | Teletica   |
| A. D. Carmelita           | 4 - 2 | Limón F. C.               | Morera Soto      | 17 de abril | ExtraTV 42 |
| L. D. Alajuelense         | 1 - 0 | Belén F. C.               | Morera Soto      | 17 de abril | Repretel   |

| Limón F. C.               | 0 - 2 | C. S. Herediano    | Juan Gobán       | 19 de abril | Repretel   |
| C. S. Uruguay de Coronado | 3 - 0 | Puntarenas F. C.   | El Labrador      | 20 de abril | Repretel   |
| Pérez Zeledón             | 2 - 2 | C. S. Cartaginés   | Municipal        | 20 de abril | Teletica   |
| Deportivo Saprissa        | 4 - 0 | Belén F. C.        | Ricardo Saprissa | 20 de abril | Teletica   |
| Universidad de Costa Rica | 0 - 1 | L. D. Alajuelense  | Rosabal Cordero  | 20 de abril | Repretel   |
| A. D. Carmelita           | 1 - 0 | Santos de Guápiles | Morera Soto      | 21 de abril | ExtraTV 42 |

| Belén F. C.        | 2 - 2 | C. S. Uruguay de Coronado | Polideportivo de Belén | 23 de abril | Repretel   |
| Puntarenas F. C.   | 1 - 1 | Limón F. C.               | "Lito" Pérez           | 23 de abril | Teletica   |
| C. S. Herediano    | 3 - 1 | A. D. Carmelita           | Rosabal Cordero        | 23 de abril | Repretel   |
| Santos de Guápiles | 0 - 3 | Universidad de Costa Rica | Ebal Rodríguez         | 23 de abril | ExtraTV 42 |
| L. D. Alajuelense  | 1 - 1 | Pérez Zeledón             | Morera Soto            | 23 de abril | Repretel   |
| C. S. Cartaginés   | 1 - 0 | Deportivo Saprissa        | "Fello" Meza           | 23 de abril | Teletica   |

## Fase final

### Cuadro de desarrollo
|  | Semifinales                            | Semifinales                            | Semifinales                            | Semifinales                            | Semifinales                            |   |                    | Final                               | Final                               | Final                               | Final                               | Final                               |  |
|  | 27 de abril (ida) 30 de abril (vuelta) | 27 de abril (ida) 30 de abril (vuelta) | 27 de abril (ida) 30 de abril (vuelta) | 27 de abril (ida) 30 de abril (vuelta) | 27 de abril (ida) 30 de abril (vuelta) |   |                    | 5 de mayo (ida) 10 de mayo (vuelta) | 5 de mayo (ida) 10 de mayo (vuelta) | 5 de mayo (ida) 10 de mayo (vuelta) | 5 de mayo (ida) 10 de mayo (vuelta) | 5 de mayo (ida) 10 de mayo (vuelta) |  |
|  |                                        |                                        |                                        |                                        |                                        |   |                    |                                     |                                     |                                     |                                     |                                     |  |
|  |                                        |                                        |                                        |                                        |                                        |   |                    |                                     |                                     |                                     |                                     |                                     |  |
|  | 1                                      | Deportivo Saprissa                     | 2                                      | 2                                      | 4                                      |   |                    |                                     |                                     |                                     |                                     |                                     |  |
|  | 1                                      | Deportivo Saprissa                     | 2                                      | 2                                      | 4                                      |   |                    |                                     |                                     |                                     |                                     |                                     |  |
|  | 4                                      | Universidad de Costa Rica              | 2                                      | 0                                      | 2                                      |   |                    |                                     |                                     |                                     |                                     |                                     |  |
|  | 4                                      | Universidad de Costa Rica              | 2                                      | 0                                      | 2                                      |   | Deportivo Saprissa | Deportivo Saprissa                  | 0                                   | 1                                   | 1                                   |                                     |  |
|  |                                        |                                        |                                        |                                        |                                        |   | Deportivo Saprissa | Deportivo Saprissa                  | 0                                   | 1                                   | 1                                   |                                     |  |
|  |                                        |                                        | L. D. Alajuelense                      | L. D. Alajuelense                      | 0                                      | 0 | 0                  |                                     |                                     |                                     |                                     |                                     |  |
|  | 2                                      | L. D. Alajuelense                      | L. D. Alajuelense                      | L. D. Alajuelense                      | 0                                      | 0 | 0                  | 1                                   | 3                                   | 4                                   |                                     |                                     |  |
|  | 2                                      | L. D. Alajuelense                      |                                        |                                        |                                        |   |                    | 1                                   | 3                                   | 4                                   |                                     |                                     |  |
|  | 3                                      | C. S. Herediano                        | 1                                      | 1                                      | 2                                      |   |                    |                                     |                                     |                                     |                                     |                                     |  |
|  | 3                                      | C. S. Herediano                        | 1                                      | 1                                      | 2                                      |   |                    |                                     |                                     |                                     |                                     |                                     |  |
|  |                                        |                                        |                                        |                                        |                                        |   |                    |                                     |                                     |                                     |                                     |                                     |  |

### Semifinales

#### Saprissa - Universidad de Costa Rica
| 27 de abril de 2014, 15:00 | Universidad de Costa Rica                  | 2:2 (0:1) | Deportivo Saprissa                           | Estadio Ricardo Saprissa, Tibás, San José                 |                                                           |
|                            | - Mauricio Montero 53' - Jorge Barbosa 66' | Reporte   | - Kendall Waston 45+2' - Diego Estrada 90+3' | Asistencia: 7.018 espectadores Árbitro(s): Andrés Alpízar | Asistencia: 7.018 espectadores Árbitro(s): Andrés Alpízar |

| 30 de abril de 2014, 20:00 | Deportivo Saprissa                       | 2:0 (1:0) (Global 4:2) | Universidad de Costa Rica | Estadio Ricardo Saprissa, Tibás, San José                  |                                                            |
|                            | - Carlos Saucedo 29' - Hansell Arauz 89' | Reporte                |                           | Asistencia: 10.635 espectadores Árbitro(s): Henry Bejarano | Asistencia: 10.635 espectadores Árbitro(s): Henry Bejarano |

#### Alajuelense - Herediano
| 27 de abril de 2014, 19:00 | C. S. Herediano       | 1:1 (0:0) | L. D. Alajuelense     | Estadio Rosabal Cordero, Heredia                           |                                                            |
|                            | - Junior Alvarado 50' | Reporte   | - Ariel Rodríguez 87' | Asistencia: 3.766 espectadores Árbitro(s): Ricardo Montero | Asistencia: 3.766 espectadores Árbitro(s): Ricardo Montero |

| 30 de abril de 2014, 20:00 | L. D. Alajuelense                                                      | 3:1 (0:0) (Global 4:2) | C. S. Herediano  | Estadio Morera Soto, Alajuela                                     |                                                                   |
|                            | - Johan Venegas 84' - Alejandro Alpízar 89' - José Guillermo Ortiz 90' | Reporte                | - Dave Myrie 62' | Asistencia: 9.114 espectadores Árbitro(s): Jeffrey Solís Calderón | Asistencia: 9.114 espectadores Árbitro(s): Jeffrey Solís Calderón |

### Final

#### Saprissa - Alajuelense
| 5 de mayo de 2014, 20:00 | L. D. Alajuelense | 0:0     | Deportivo Saprissa | Estadio Morera Soto, Alajuela                              |                                                            |
|                          |                   | Reporte |                    | Asistencia: 13.910 espectadores Árbitro(s): Wálter Quesada | Asistencia: 13.910 espectadores Árbitro(s): Wálter Quesada |

| 10 de mayo de 2014, 20:00 | Deportivo Saprissa  | 1:0 (1:0) (Global 1:0) | L. D. Alajuelense | Estadio Ricardo Saprissa, Tibás, San José                          |                                                                    |
|                           | - Hansell Arauz 41' | Reporte                |                   | Asistencia: 20.713 espectadores Árbitro(s): Jeffrey Solís Calderón | Asistencia: 20.713 espectadores Árbitro(s): Jeffrey Solís Calderón |

#### Final - ida
| 1     | POR   | Patrick Pemberton |     |
| 12    | DEF   | Johnny Acosta     |     |
| 3     | DEF   | Elías Palma       |     |
| 17    | DEF   | Kevin Sancho      |     |
| 4     | DEF   | Kenner Gutiérrez  |     |
| 16    | MED   | Allen Guevara     | 61' |
| 31    | MED   | Osvaldo Rodríguez | 81' |
| 27    | MED   | Johan Venegas     |     |
| 26    | MED   | Ariel Rodríguez   |     |
| 8     | DEL   | Armando Alonso    | 74' |
| 11    | DEL   | Jonathan McDonald |     |
| D. T. | D. T. | Óscar Ramírez     |     |

| 1     | POR   | Danny Carvajal   |     |
| 16    | DEF   | Gabriel Badilla  |     |
| 17    | DEF   | Kendall Waston   |     |
| 27    | DEF   | Heiner Mora      |     |
| 13    | DEF   | Adolfo Machado   |     |
| 6     | MED   | Yeltsin Tejeda   | 73' |
| 21    | MED   | David Guzmán     |     |
| 25    | MED   | Manfred Russell  | 81' |
| 26    | MED   | Daniel Colindres |     |
| 9     | DEL   | Hansell Arauz    |     |
| 33    | DEL   | Carlos Saucedo   | 59' |
| D. T. | D. T. | Ronald González  |     |

| 7  | DEL | Alejandro Alpízar   | 61' |
| 8  | DEF | José Salvatierra    | 74' |
| 28 | MED | Juan Gabriel Guzmán | 81' |

| 7  | DEL | David Ramírez       | 59' |
| 28 | MED | Juan Bustos Golobio | 73' |
| 11 | MED | Marvin Angulo       | 81' |

| 32' | Kevin Sancho |

| 65' | Gabriel Badilla |

| Principal  | Wálter Quesada |
| Asistentes | Osvaldo Luna   |
|            | Warner Castro  |
| Cuarto     | Rafael Vega    |

|  |                    | [[Archivo:\|border\|30px]] |     |
|  | Tiros              | 13                         | 11  |
|  | Tiros a puerta     | 6                          | 5   |
|  | Faltas             | 10                         | 15  |
|  | Saques de esquina  | 5                          | 6   |
|  | Fueras de juego    | 1                          | 2   |
|  | Posesión del balón | 49%                        | 51% |

| 1     | POR   | Patrick Pemberton |     |
| 12    | DEF   | Johnny Acosta     |     |
| 3     | DEF   | Elías Palma       |     |
| 17    | DEF   | Kevin Sancho      |     |
| 4     | DEF   | Kenner Gutiérrez  |     |
| 16    | MED   | Allen Guevara     | 61' |
| 31    | MED   | Osvaldo Rodríguez | 81' |
| 27    | MED   | Johan Venegas     |     |
| 26    | MED   | Ariel Rodríguez   |     |
| 8     | DEL   | Armando Alonso    | 74' |
| 11    | DEL   | Jonathan McDonald |     |
| D. T. | D. T. | Óscar Ramírez     |     |

| 1     | POR   | Danny Carvajal   |     |
| 16    | DEF   | Gabriel Badilla  |     |
| 17    | DEF   | Kendall Waston   |     |
| 27    | DEF   | Heiner Mora      |     |
| 13    | DEF   | Adolfo Machado   |     |
| 6     | MED   | Yeltsin Tejeda   | 73' |
| 21    | MED   | David Guzmán     |     |
| 25    | MED   | Manfred Russell  | 81' |
| 26    | MED   | Daniel Colindres |     |
| 9     | DEL   | Hansell Arauz    |     |
| 33    | DEL   | Carlos Saucedo   | 59' |
| D. T. | D. T. | Ronald González  |     |

| 7  | DEL | Alejandro Alpízar   | 61' |
| 8  | DEF | José Salvatierra    | 74' |
| 28 | MED | Juan Gabriel Guzmán | 81' |

| 7  | DEL | David Ramírez       | 59' |
| 28 | MED | Juan Bustos Golobio | 73' |
| 11 | MED | Marvin Angulo       | 81' |

| 32' | Kevin Sancho |

| 65' | Gabriel Badilla |

| Principal  | Wálter Quesada |
| Asistentes | Osvaldo Luna   |
|            | Warner Castro  |
| Cuarto     | Rafael Vega    |

|  |                    | [[Archivo:\|border\|30px]] |     |
|  | Tiros              | 13                         | 11  |
|  | Tiros a puerta     | 6                          | 5   |
|  | Faltas             | 10                         | 15  |
|  | Saques de esquina  | 5                          | 6   |
|  | Fueras de juego    | 1                          | 2   |
|  | Posesión del balón | 49%                        | 51% |

| 1     | POR   | Patrick Pemberton |     |
| 12    | DEF   | Johnny Acosta     |     |
| 3     | DEF   | Elías Palma       |     |
| 17    | DEF   | Kevin Sancho      |     |
| 4     | DEF   | Kenner Gutiérrez  |     |
| 16    | MED   | Allen Guevara     | 61' |
| 31    | MED   | Osvaldo Rodríguez | 81' |
| 27    | MED   | Johan Venegas     |     |
| 26    | MED   | Ariel Rodríguez   |     |
| 8     | DEL   | Armando Alonso    | 74' |
| 11    | DEL   | Jonathan McDonald |     |
| D. T. | D. T. | Óscar Ramírez     |     |

| 1     | POR   | Danny Carvajal   |     |
| 16    | DEF   | Gabriel Badilla  |     |
| 17    | DEF   | Kendall Waston   |     |
| 27    | DEF   | Heiner Mora      |     |
| 13    | DEF   | Adolfo Machado   |     |
| 6     | MED   | Yeltsin Tejeda   | 73' |
| 21    | MED   | David Guzmán     |     |
| 25    | MED   | Manfred Russell  | 81' |
| 26    | MED   | Daniel Colindres |     |
| 9     | DEL   | Hansell Arauz    |     |
| 33    | DEL   | Carlos Saucedo   | 59' |
| D. T. | D. T. | Ronald González  |     |

| 7  | DEL | Alejandro Alpízar   | 61' |
| 8  | DEF | José Salvatierra    | 74' |
| 28 | MED | Juan Gabriel Guzmán | 81' |

| 7  | DEL | David Ramírez       | 59' |
| 28 | MED | Juan Bustos Golobio | 73' |
| 11 | MED | Marvin Angulo       | 81' |

| 32' | Kevin Sancho |

| 65' | Gabriel Badilla |

| Principal  | Wálter Quesada |
| Asistentes | Osvaldo Luna   |
|            | Warner Castro  |
| Cuarto     | Rafael Vega    |

|  |                    | [[Archivo:\|border\|30px]] |     |
|  | Tiros              | 13                         | 11  |
|  | Tiros a puerta     | 6                          | 5   |
|  | Faltas             | 10                         | 15  |
|  | Saques de esquina  | 5                          | 6   |
|  | Fueras de juego    | 1                          | 2   |
|  | Posesión del balón | 49%                        | 51% |

| 1     | POR   | Patrick Pemberton |     |
| 12    | DEF   | Johnny Acosta     |     |
| 3     | DEF   | Elías Palma       |     |
| 17    | DEF   | Kevin Sancho      |     |
| 4     | DEF   | Kenner Gutiérrez  |     |
| 16    | MED   | Allen Guevara     | 61' |
| 31    | MED   | Osvaldo Rodríguez | 81' |
| 27    | MED   | Johan Venegas     |     |
| 26    | MED   | Ariel Rodríguez   |     |
| 8     | DEL   | Armando Alonso    | 74' |
| 11    | DEL   | Jonathan McDonald |     |
| D. T. | D. T. | Óscar Ramírez     |     |

| 1     | POR   | Danny Carvajal   |     |
| 16    | DEF   | Gabriel Badilla  |     |
| 17    | DEF   | Kendall Waston   |     |
| 27    | DEF   | Heiner Mora      |     |
| 13    | DEF   | Adolfo Machado   |     |
| 6     | MED   | Yeltsin Tejeda   | 73' |
| 21    | MED   | David Guzmán     |     |
| 25    | MED   | Manfred Russell  | 81' |
| 26    | MED   | Daniel Colindres |     |
| 9     | DEL   | Hansell Arauz    |     |
| 33    | DEL   | Carlos Saucedo   | 59' |
| D. T. | D. T. | Ronald González  |     |

| 7  | DEL | Alejandro Alpízar   | 61' |
| 8  | DEF | José Salvatierra    | 74' |
| 28 | MED | Juan Gabriel Guzmán | 81' |

| 7  | DEL | David Ramírez       | 59' |
| 28 | MED | Juan Bustos Golobio | 73' |
| 11 | MED | Marvin Angulo       | 81' |

| 32' | Kevin Sancho |

| 65' | Gabriel Badilla |

| Principal  | Wálter Quesada |
| Asistentes | Osvaldo Luna   |
|            | Warner Castro  |
| Cuarto     | Rafael Vega    |

|  |                    | [[Archivo:\|border\|30px]] |     |
|  | Tiros              | 13                         | 11  |
|  | Tiros a puerta     | 6                          | 5   |
|  | Faltas             | 10                         | 15  |
|  | Saques de esquina  | 5                          | 6   |
|  | Fueras de juego    | 1                          | 2   |
|  | Posesión del balón | 49%                        | 51% |

#### Final - vuelta
| 1     | POR   | Danny Carvajal   |     |
| 13    | DEF   | Adolfo Machado   |     |
| 16    | DEF   | Gabriel Badilla  |     |
| 17    | DEF   | Kendall Waston   |     |
| 27    | DEF   | Heiner Mora      |     |
| 6     | MED   | Yeltsin Tejeda   |     |
| 21    | MED   | David Guzmán     | 35' |
| 25    | MED   | Manfred Russell  |     |
| 26    | MED   | Daniel Colindres | 80' |
| 9     | DEL   | Hansell Arauz    |     |
| 33    | DEL   | Carlos Saucedo   | 65' |
| D. T. | D. T. | Ronald González  |     |

| 1     | POR   | Patrick Pemberton   |     |
| 12    | DEF   | Johnny Acosta       |     |
| 3     | DEF   | Elías Palma         |     |
| 17    | DEF   | Kevin Sancho        | 73' |
| 4     | DEF   | Kenner Gutiérrez    |     |
| 28    | MED   | Juan Gabriel Guzmán | 62' |
| 13    | MED   | Luis Miguel Valle   | 81' |
| 26    | MED   | Ariel Rodríguez     |     |
| 27    | MED   | Johan Venegas       |     |
| 9     | DEL   | Jerry Palacios      |     |
| 19    | DEL   | Jonathan McDonald   |     |
| D. T. | D. T. | Óscar Ramírez       |     |

| 7  | DEL | David Ramírez       | 35' |
| 14 | DEL | Ariel Rodríguez     | 65' |
| 23 | MED | Juan Bustos Golobio | 80' |

| 8  | DEL | Armando Alonso       | 62' |
| 16 | MED | Allen Guevara        | 73' |
| 21 | DEL | José Guillermo Ortiz | 81' |

| 41' | Hansell Arauz | 1:0 |

| 85' · 90' | Ariel Rodríguez Juan Bustos Golobio |

| 43' · 46' · 85' · 88' | Johnny Acosta Kevin Sancho Elías Palma Armando Alonso |

| 12' | Jonathan McDonald |

| Principal  | Jeffrey Solís Calderón |
| Asistentes | Leonel Leal            |
|            | Osvaldo Luna           |
| Cuarto     | Henry Bejarano         |

| 1     | POR   | Danny Carvajal   |     |
| 13    | DEF   | Adolfo Machado   |     |
| 16    | DEF   | Gabriel Badilla  |     |
| 17    | DEF   | Kendall Waston   |     |
| 27    | DEF   | Heiner Mora      |     |
| 6     | MED   | Yeltsin Tejeda   |     |
| 21    | MED   | David Guzmán     | 35' |
| 25    | MED   | Manfred Russell  |     |
| 26    | MED   | Daniel Colindres | 80' |
| 9     | DEL   | Hansell Arauz    |     |
| 33    | DEL   | Carlos Saucedo   | 65' |
| D. T. | D. T. | Ronald González  |     |

| 1     | POR   | Patrick Pemberton   |     |
| 12    | DEF   | Johnny Acosta       |     |
| 3     | DEF   | Elías Palma         |     |
| 17    | DEF   | Kevin Sancho        | 73' |
| 4     | DEF   | Kenner Gutiérrez    |     |
| 28    | MED   | Juan Gabriel Guzmán | 62' |
| 13    | MED   | Luis Miguel Valle   | 81' |
| 26    | MED   | Ariel Rodríguez     |     |
| 27    | MED   | Johan Venegas       |     |
| 9     | DEL   | Jerry Palacios      |     |
| 19    | DEL   | Jonathan McDonald   |     |
| D. T. | D. T. | Óscar Ramírez       |     |

| 7  | DEL | David Ramírez       | 35' |
| 14 | DEL | Ariel Rodríguez     | 65' |
| 23 | MED | Juan Bustos Golobio | 80' |

| 8  | DEL | Armando Alonso       | 62' |
| 16 | MED | Allen Guevara        | 73' |
| 21 | DEL | José Guillermo Ortiz | 81' |

| 41' | Hansell Arauz | 1:0 |

| 85' · 90' | Ariel Rodríguez Juan Bustos Golobio |

| 43' · 46' · 85' · 88' | Johnny Acosta Kevin Sancho Elías Palma Armando Alonso |

| 12' | Jonathan McDonald |

| Principal  | Jeffrey Solís Calderón |
| Asistentes | Leonel Leal            |
|            | Osvaldo Luna           |
| Cuarto     | Henry Bejarano         |

| 1     | POR   | Danny Carvajal   |     |
| 13    | DEF   | Adolfo Machado   |     |
| 16    | DEF   | Gabriel Badilla  |     |
| 17    | DEF   | Kendall Waston   |     |
| 27    | DEF   | Heiner Mora      |     |
| 6     | MED   | Yeltsin Tejeda   |     |
| 21    | MED   | David Guzmán     | 35' |
| 25    | MED   | Manfred Russell  |     |
| 26    | MED   | Daniel Colindres | 80' |
| 9     | DEL   | Hansell Arauz    |     |
| 33    | DEL   | Carlos Saucedo   | 65' |
| D. T. | D. T. | Ronald González  |     |

| 1     | POR   | Patrick Pemberton   |     |
| 12    | DEF   | Johnny Acosta       |     |
| 3     | DEF   | Elías Palma         |     |
| 17    | DEF   | Kevin Sancho        | 73' |
| 4     | DEF   | Kenner Gutiérrez    |     |
| 28    | MED   | Juan Gabriel Guzmán | 62' |
| 13    | MED   | Luis Miguel Valle   | 81' |
| 26    | MED   | Ariel Rodríguez     |     |
| 27    | MED   | Johan Venegas       |     |
| 9     | DEL   | Jerry Palacios      |     |
| 19    | DEL   | Jonathan McDonald   |     |
| D. T. | D. T. | Óscar Ramírez       |     |

| 7  | DEL | David Ramírez       | 35' |
| 14 | DEL | Ariel Rodríguez     | 65' |
| 23 | MED | Juan Bustos Golobio | 80' |

| 8  | DEL | Armando Alonso       | 62' |
| 16 | MED | Allen Guevara        | 73' |
| 21 | DEL | José Guillermo Ortiz | 81' |

| 41' | Hansell Arauz | 1:0 |

| 85' · 90' | Ariel Rodríguez Juan Bustos Golobio |

| 43' · 46' · 85' · 88' | Johnny Acosta Kevin Sancho Elías Palma Armando Alonso |

| 12' | Jonathan McDonald |

| Principal  | Jeffrey Solís Calderón |
| Asistentes | Leonel Leal            |
|            | Osvaldo Luna           |
| Cuarto     | Henry Bejarano         |

| 1     | POR   | Danny Carvajal   |     |
| 13    | DEF   | Adolfo Machado   |     |
| 16    | DEF   | Gabriel Badilla  |     |
| 17    | DEF   | Kendall Waston   |     |
| 27    | DEF   | Heiner Mora      |     |
| 6     | MED   | Yeltsin Tejeda   |     |
| 21    | MED   | David Guzmán     | 35' |
| 25    | MED   | Manfred Russell  |     |
| 26    | MED   | Daniel Colindres | 80' |
| 9     | DEL   | Hansell Arauz    |     |
| 33    | DEL   | Carlos Saucedo   | 65' |
| D. T. | D. T. | Ronald González  |     |

| 1     | POR   | Patrick Pemberton   |     |
| 12    | DEF   | Johnny Acosta       |     |
| 3     | DEF   | Elías Palma         |     |
| 17    | DEF   | Kevin Sancho        | 73' |
| 4     | DEF   | Kenner Gutiérrez    |     |
| 28    | MED   | Juan Gabriel Guzmán | 62' |
| 13    | MED   | Luis Miguel Valle   | 81' |
| 26    | MED   | Ariel Rodríguez     |     |
| 27    | MED   | Johan Venegas       |     |
| 9     | DEL   | Jerry Palacios      |     |
| 19    | DEL   | Jonathan McDonald   |     |
| D. T. | D. T. | Óscar Ramírez       |     |

| 7  | DEL | David Ramírez       | 35' |
| 14 | DEL | Ariel Rodríguez     | 65' |
| 23 | MED | Juan Bustos Golobio | 80' |

| 8  | DEL | Armando Alonso       | 62' |
| 16 | MED | Allen Guevara        | 73' |
| 21 | DEL | José Guillermo Ortiz | 81' |

| 41' | Hansell Arauz | 1:0 |

| 85' · 90' | Ariel Rodríguez Juan Bustos Golobio |

| 43' · 46' · 85' · 88' | Johnny Acosta Kevin Sancho Elías Palma Armando Alonso |

| 12' | Jonathan McDonald |

| Principal  | Jeffrey Solís Calderón |
| Asistentes | Leonel Leal            |
|            | Osvaldo Luna           |
| Cuarto     | Henry Bejarano         |

|                            |
| Campeón Deportivo Saprissa |
| 30° título                 |

## Estadísticas

### Máximos goleadores
Lista con los máximos goleadores de la competencia.
Datos actualizados a 10 de mayo de 2014 y según página oficial.
| Núm. | Pos.      | Jugador            | Equipo                    | Goles | Part. |
| ---- | --------- | ------------------ | ------------------------- | ----- | ----- |
| 1.º  | Delantero | Fabrizio Ronchetti | Pérez Zeledón             | 10    | 19    |
| 1.º  | Delantero | Jonathan Moya      | C. S. Uruguay de Coronado | 10    | 19    |
| 1.º  | Delantero | Lucas Gómez        | Universidad de Costa Rica | 10    | 23    |
| 4.º  | Delantero | Carlos Saucedo     | Deportivo Saprissa        | 9     | 20    |
| 4.º  | Delantero | Víctor Núñez       | C. S. Herediano           | 9     | 20    |
| 6.º  | Delantero | Jorge Barbosa      | Universidad de Costa Rica | 8     | 23    |